# Любов (новела)
«Любо́в» (фр. Amour) — новела французького письменника Гі де Мопассана, видана в 1886 році. Сюжет твору знайомить читача із випадком на полюванні, в якому відбилась вірність і любов двох птахів.

## Історія
Вперше ця новела побачила світ у газеті «Gil Blas» 7 грудня 1886 року. Пізніше Гі де Мопассан включив її до збірки «Горля». Український переклад твору належить перу Максима Рильського. В його перекладі новелу друкували у видавництві «Дніпро» двічі: у восьмитомному зібранні творів Гі де Мопассана (1969—1972) і двотомному виданні вибраних творів письменника (1990).

## Сюжет
Оповідач, прочитавши про трагічний випадок убивства і самогубства, пов'язаних із коханням, згадує про іншу історію. Приїхавши до замку свого кузена Карла, він вирушив з родичем на полювання. Стріляти треба було у перелітних птахів, що зранку пролітали над сховком мисливців. Поціливши у першу качку, мисливці побачили, що її сусіда не відлетів від бойовища, а тужливо шукає подругу. Тоді Карл виклав вбиту качку на землю, щоби качур, забачивши її, підлетів ближче. Коли це сталося, він убив і його.

## Аналіз твору
У цій новелі Гі де Мопассан уникає властивої йому гострої соціальної критики. Замість того, щоби викривати вади людей, він невимушено порівнює два випадки: вбивство жінки, після якого чоловік покінчив життя самогубством, тобто подвійний гріх, і вірність птаха, який нехтує власною небезпекою заради вже загиблої подруги. З наукової точки зору, випадки нехтування власною безпекою тваринами цілком можливі, існує навіть еволюційно закріплений альтруїзм, коли особина наражає себе на небезпеку, збільшуючи шанси на виживання для інших членів групи або власного потомства. Однак імовірність саме такої поведінки (кружляння птаха над партнеркою під час мисливської стрілянини) викликає сумніви. Ймовірно, в цьому випадку письменник базував сюжет новели не на науково достовірних фактах, а на романтизованих мисливських оповідках, зокрема, поширеному стереотипі про те, що лебеді закінчують життя самогубством у випадку загибелі подруги (так звана лебедина вірність).